# 阿利斯泰尔·麦克林
阿利斯泰尔·斯图尔特·麦克林（英語：Alistair Stuart MacLean，1922年4月21日—1987年2月2日）是一名蘇格蘭小说家，他1922年生于英国苏格兰，在家中四个孩子中排行老三，他有过两次婚姻和三个孩子，其中一个孩子是收养的。为了避税，麦克林在20世纪60年代时移民瑞士。1987年，麦克林因酗酒逝于德国慕尼黑，葬于瑞士，与英国著名影星理查德·伯顿的墓地相邻。

## 生平

### 行伍生涯
麦克林1941年-1946年在英国皇家海军服役。行伍生涯中，他有一半时间在英国皇家海军狄多级轻巡洋舰“效忠号”（HMS Royalist）上度过。效忠号1943年投入大西洋战场，他跟随战舰出过两次北极护航任务。
1944年他又随战舰去了地中海战区，在这里，麦克林在一次枪炮训练事故中受伤。
1945年，效忠号加入远东太平洋战区，在马来西亚、苏门答腊等地执行护航任务。麦克林晚年宣称，他曾被日军俘获虐待，但他儿子和他自己的传记中都称，这是酒后胡言。

### 创作历程
1946年退役后，麦克林上了格拉斯哥大学，当了一名中学老师。麦克林的创作始于就读格拉斯哥大学期间，他写过一些短篇小说补贴家用，其中一篇海员背景的作品获奖，也引起了出版社的注意。
1955年，应科林斯出版社的约稿，麦克林发表了小说《皇家海军尤利西斯号》。这部作品根据其从军经历，也受身为商船船长的兄弟伊安启发，发表后大受欢迎，麦克林也因此走上了创作道路。作为一个畅销书作家，麦克林的创作致力于惊险小说，在他32部作品中，只有推广家乡苏格兰的《阿利斯泰尔·麦克林告诉你什么是苏格兰》、介绍同胞的《关于阿拉伯劳伦斯的一切》和介绍同乡的《库克船长》的3部是非虚构类作品。舆论似乎并不视他为严肃文学作家，他的作品文学性也众说纷纭。
1983年，麦克林的母校格拉斯哥大学授予他文学荣誉博士学位。

## 作品特点
相比《007》这类“花花公子”套路设定，他的小说长于悬念和推理，布局中并不突出甚至没有女性角色，完全靠“讲故事”带动阅读趣味，也被誉为此类小说中的“硬汉派”代表。他的小说常利用政治和军事冒险、犯罪与侦查、情报员和谍战等线索营造戏剧冲突，背景架构贯穿二战和冷战，在一些作品中还有科幻色彩，比如利用地震当武器、生化武器等情节。
在20世纪60年代，他还用笔名伊恩·斯图亚特（Ian Stuart）发表过2部惊险小说——The Dark Crusader、The Satan Bug。据说，他这么干的目的，是为了证明他的小说畅销是靠“内容为王”，而不仅依赖名气。
有意思的是，在20世纪80年代，出版社曾用麦克林的名头出过一套“联合国反犯罪组织（UNACO——United Nations Anti-Crime Organization）”系列惊险小说。这些小说封面三分之一的位置醒目地印着麦克林的名字，但实际仅由他提供一个“麦克林式的故事”大纲，由其他作家代笔完成。实际上UNACO这个组织完全是虚构出来的，这些小说也并不在麦克林本人编定的他的作品目录之中。这番景象，用专门出版麦克林作品的科林斯出版社的回应来解释是说，“麦克林像大多数英国作家那样，是为了生活而写作。”
20世纪60年代和70年代，麦克林的创作数量约占了总创作量的三分之二。这一时期，在根据他小说创作的电影《纳瓦隆岛大炮I》和《纳瓦隆岛大炮II》、《血染雪山堡》、《冰国战云》中，由格里高利·派克、大卫·尼文、理查德·伯顿、克林特·伊斯特伍德、哈里森·福特等响当当的欧美明星出演，影响力至今不衰，这一时期可谓是麦克林的全盛时期。

## 汉译本考据
中国大陆尚无对麦克林的作品进行集结出版，但他29部小说中，约三分之一有中文译本，散见于不同时期的各家出版社。目前可查的最早记录，是《译林》杂志1981年推出的《海巫号》。麦克林1955年创作的首部小说《皇家海军尤利西斯号》1982年由海洋出版社推出，被译作《唯一的幸存者》。
台湾的星光出版社也陆续翻译出版过一些麦克林的作品，比如《六壮士》（The Guns of Navarone）及续集《十级风暴》（Force 10 From Navarone）、《海盜覆灭记》（The Golden Rendezvous）、《铁血军魂》（HMS Ulysses）等。

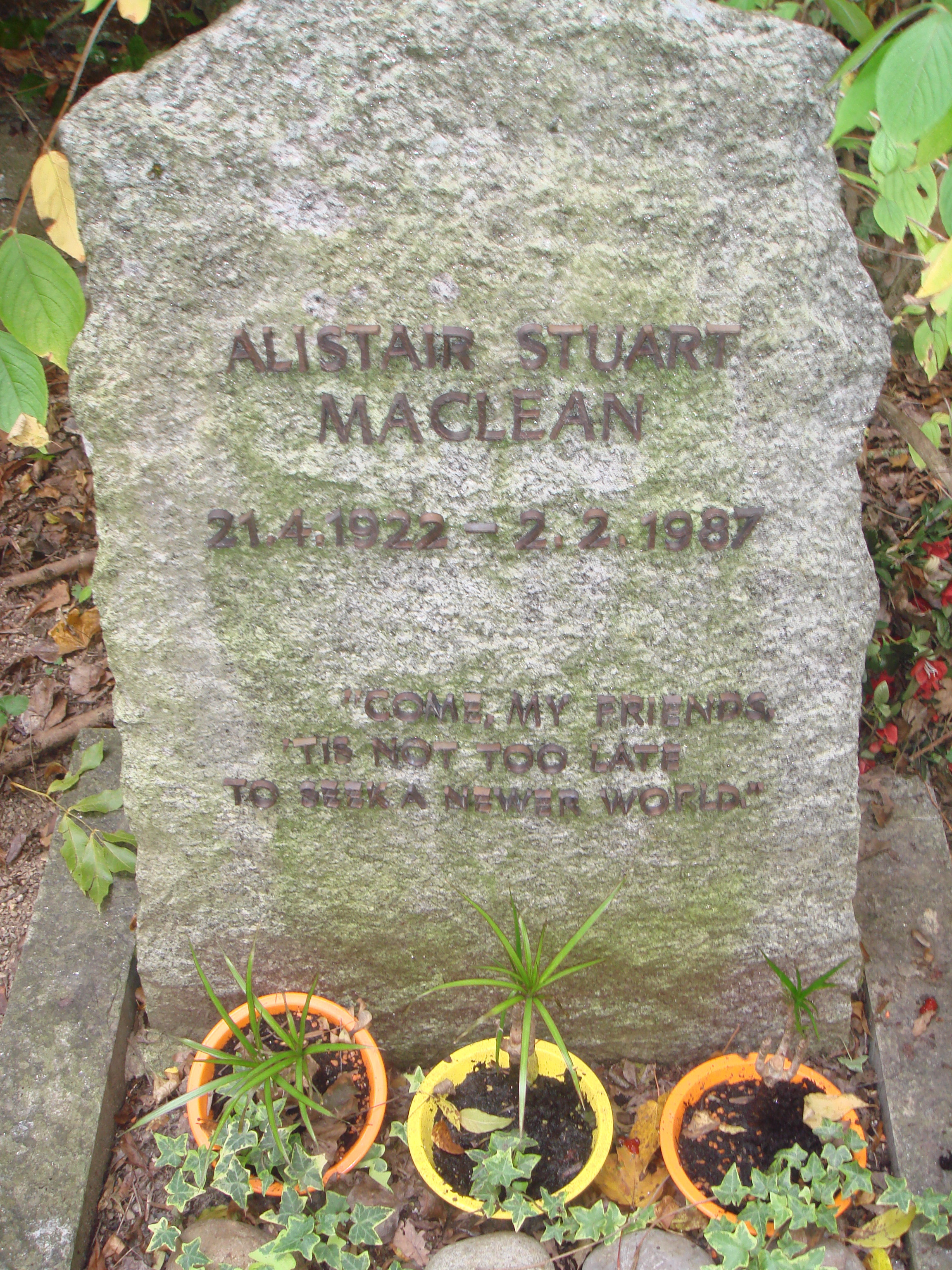
阿利斯泰爾·麥克林位於瑞士塞利尼的墓碑

## 作品
| 年份 | 英文名称                             | 中文名称                            | 备注 |
| ---- | ------------------------------------ | ----------------------------------- | --- |
| 1955 | HMS Ulysses                          | 皇家海军尤利西斯号                  | |
| 1957 | The Guns of Navarone                 | 纳瓦隆大炮                          | 1961年本小说被拍成同名电影 |
| 1957 | South by Java Head                   |                                     | |
| 1959 | The Last Frontier                    |                                     | |
| 1959 | Night Without End                    | 无尽长夜                            | |
| 1961 | Fear is the Key                      | 恐惧是关键                          | |
| 1961 | The Dark Crusader                    |                                     | 使用笔名伊恩·斯图亚特（Ian Stuart）发表 |
| 1962 | The Golden Rendezvous                | 黄金会合点                          | 在中华人民共和国由工人出版社1987年推出中译本，译名《黄金会合点》。 |
| 1962 | The Satan Bug                        | 恶魔病菌                            | 使用笔名伊恩·斯图亚特（Ian Stuart）发表 |
| 1962 | All about Lawrence of Arabia         | 关于阿拉伯劳伦斯的一切              | 非虚构类作品 |
| 1963 | Ice Station Zebra                    | 北极站：代号斑马                    | 1968年有同名电影，2013年，华纳兄弟宣布将重拍此片，由《侠探杰克》、《刺杀希特勒》的导演克里斯托夫·迈考利执导。                                                                                          |
| 1966 | When Eight Bells Toll                |                                     | |
| 1967 | Where Eagles Dare                    | 血染雪山堡                          | 1968年本小说被拍成同名电影 |
| 1968 | Force 10 From Navarone               | 第十分队——纳瓦隆岛勇士再出击        | 在中华人民共和国由甘肃人民出版社1985年推出中译本，译名《第十分队》。 1978年本小说被拍成同名电影。 |
| 1969 | Puppet on a Chain                    |                                     | |
| 1970 | Caravan to Vaccarès                  |                                     | |
| 1971 | Bear Island                          | 熊岛                                | 1979年本小说被拍成同名电影 |
| 1972 | Alistair MacLean Introduces Scotland | 阿利斯泰尔·麦克林告诉你什么是苏格兰 | 非虚构类作品 |
| 1972 | Captain Cook                         | 库克船长                            | 非虚构类作品 |
| 1973 | The Way to Dusty Death               |                                     | |
| 1974 | Breakheart Pass                      |                                     | |
| 1975 | Circus                               |                                     | |
| 1976 | The Golden Gate                      | 金门大桥                            | |
| 1977 | Seawitch                             |                                     | |
| 1978 | Goodbye California                   | 再见，加州                          | |
| 1980 | Athabasca                            |                                     | |
| 1981 | River of Death                       | 死亡之河                            | |
| 1982 | Partisans                            | 游击队员                            | |
| 1983 | Floodgate                            | 水闸                                | |
| 1984 | San Andreas                          |                                     | |
| 1985 | The Lonely Sea                       |                                     | 《孤独的海》是一个短篇小说集，收录了麦克林创作的首篇小说（并非《皇家海军尤利西斯号》），说的是参赛获奖那部，也正因此篇小说问世，麦克林被出版社看中，写出了《皇家海军尤利西斯号》，走上了专业创作道路。 |
| 1986 | Santorini                            | 圣托里尼岛                          | |